# Favolaschia oligogloea
Favolaschia oligogloea är en svampart som beskrevs av Singer 1974. Favolaschia oligogloea ingår i släktet Favolaschia och familjen Mycenaceae.   Inga underarter finns listade i Catalogue of Life.